# 台灣戰後四大名曲
台灣戰後四大名曲，是由學者莊永明所提出，認為這四首台語歌曲呼應當時的社會情境，指的是：
- 〈望你早歸〉，楊三郎作曲、那卡諾作詞。
- 〈補破網〉，王雲峰作曲、李臨秋作詞。
- 〈杯底毋通飼金魚〉，呂泉生作詞作曲。
- 〈燒肉粽〉，張邱東松作詞作曲。